# Kathua (huyện)
Huyện Kathua là một huyện thuộc bang Jammu và Kashmir, Ấn Độ. Thủ phủ huyện Kathua đóng ở Kathua. Huyện Kathua có diện tích 2651 ki lô mét vuông. Đến thời điểm năm 2001, huyện Kathua có dân số 544206 người.